# Osmopleura chamaeropis
Osmopleura chamaeropis é uma espécie de coleóptero da tribo Agallissini (Cerambycinae), com distribuição nos estados da Flórida e Geórgia (Estados Unidos).